# Elzanne Werth
Pour les articles homonymes, voir Werth.
Elzanne Werth, née le 27 mai 1988, est une nageuse sud-africaine.

## Carrière
Elzanne Werth remporte cinq médailles d'or aux Championnats d'Afrique de natation 2006 à Dakar. Elle s'impose en finales du 50 mètres papillon, du 100 mètres papillon et des relais 4 x 100 mètres nage libre, 4 x 200 mètres nage libre et 4 x 100 mètres quatre nages